# Parafia Pierwszych Pięciu Męczenników Polski w Częstochowie
Parafia Pięciu Pierwszych Męczenników Polski w Częstochowie – rzymskokatolicka parafia położona w dekanacie Częstochowa – Podwyższenia Krzyża Świętego, archidiecezji częstochowskiej w Polsce. Została erygowana 5 maja 1990 roku.

## Proboszczowie
- ks. Andrzej Filipecki (1990–2014)[2]
- ks. Stanisłw Jasionek (od 2014)[2]